# Pierre-Bénite
Pierre-Bénite – miejscowość i gmina we Francji, w regionie Owernia-Rodan-Alpy, w departamencie Rodan.
Nazwa Pierre Bénite jest związana z położeniem miasta (na zachodnim brzegu Rodanu) ponieważ „la Pierre Bénite” (Święcony Kamień) oznacza Kamień przy którym żeglarze płynący niespokojnym Rodanem czynili znak krzyża. Kamień ten został przeniesiony w 1986 r. z brzegu rzeki do parku przy merostwie.
Według danych na rok 2005 gminę zamieszkiwało 9949 osób, a gęstość zaludnienia wynosiła 2221 osób/km² (wśród 2880 gmin regionu Rodan-Alpy Pierre-Bénite plasuje się na 74. miejscu pod względem liczby ludności, natomiast pod względem powierzchni na miejscu 1558.).

## Populacja

Populacja Pierre-Bénite w latach 1962-2008

## Historia
Osada „Petra Benedicta” otrzymała swoją niezależność od miasta Oullins w 1869 roku. Pozostałości ze starej historii można zaobserwować w postaci między innymi ruin zamku „Le Chateau du Grand Perron” i rezydencji bogatego florentyńczyka Gondi „Le Petit Perron” (z XVI wieku). W XX wieku Pierre Bénite, z miasta rolniczego, przekształcił się w miasto przemysłowe tworząc początek północny tak zwanego „korytarza chemii”.

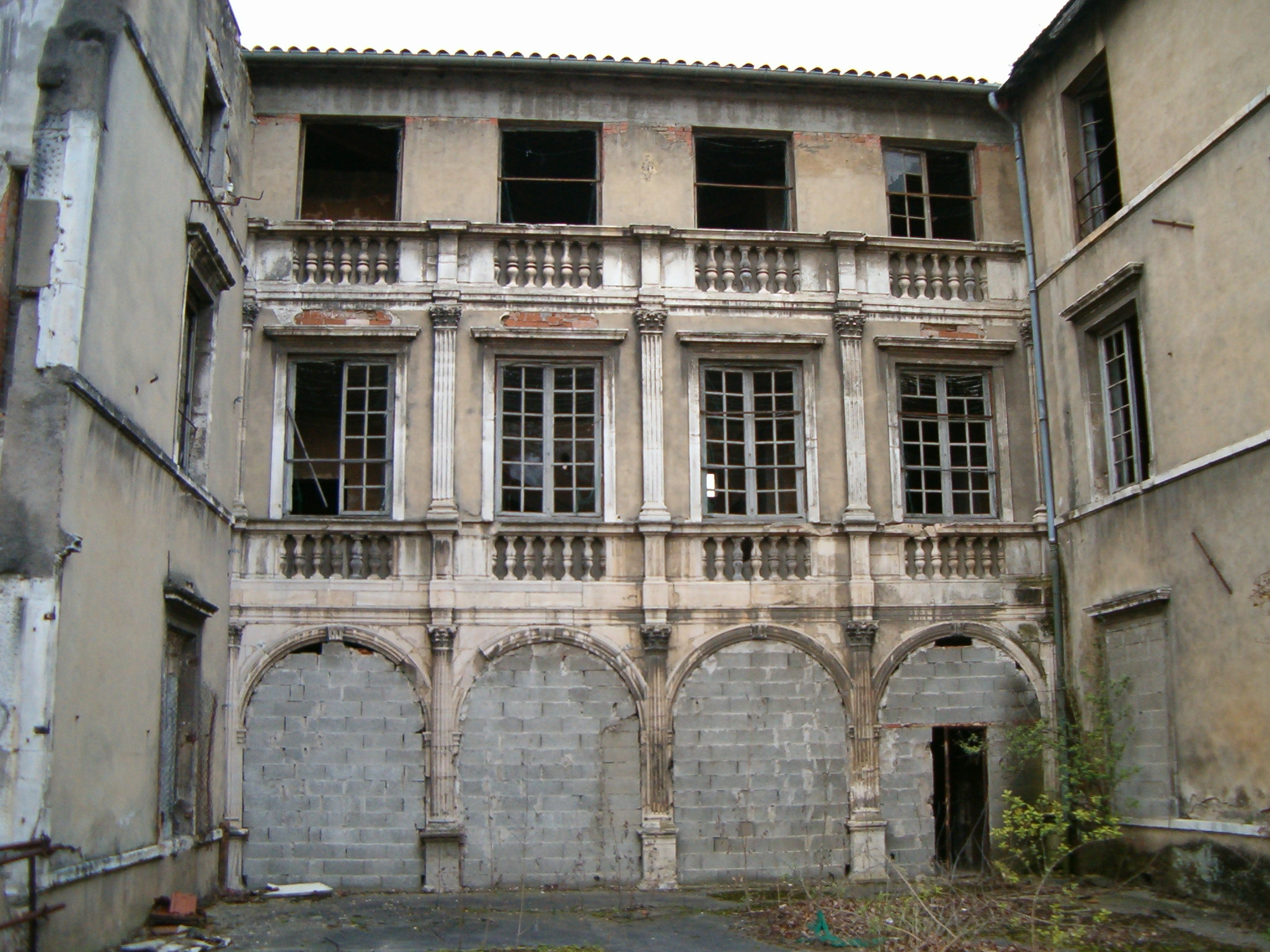
Zamek Grand Perron, 2007
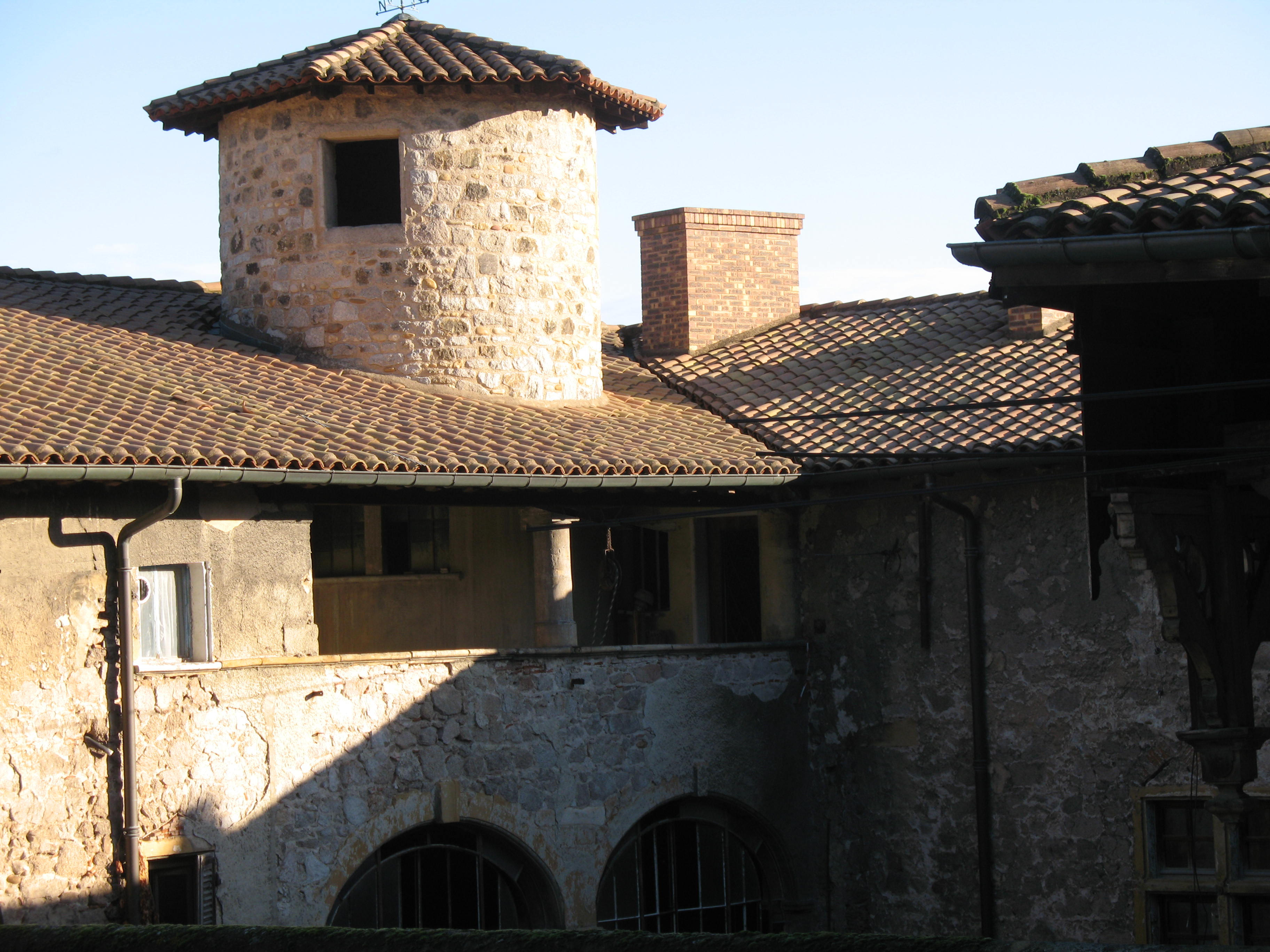
Zamek Petit Perron, 2009

## Gospodarka
Firmy:
- Arkema: (dawniej Atofina) Firma chemiczna produkuje na terenie miasta, między innymi, Forane (używany w systemach klimatyzacyjnych) i Kynar (używany w branży budowlanej i samochodowej jako izolacja do kabli) i zatrudnia w 2008 w Pierre Benite 1100 osób
- Hermes: firma produkuje artykuły luksusowe ze skóry (paski, torebki, etc.)
- Szpital „Lyon Sud”: drugi co do wielkości w regionie Lyonu

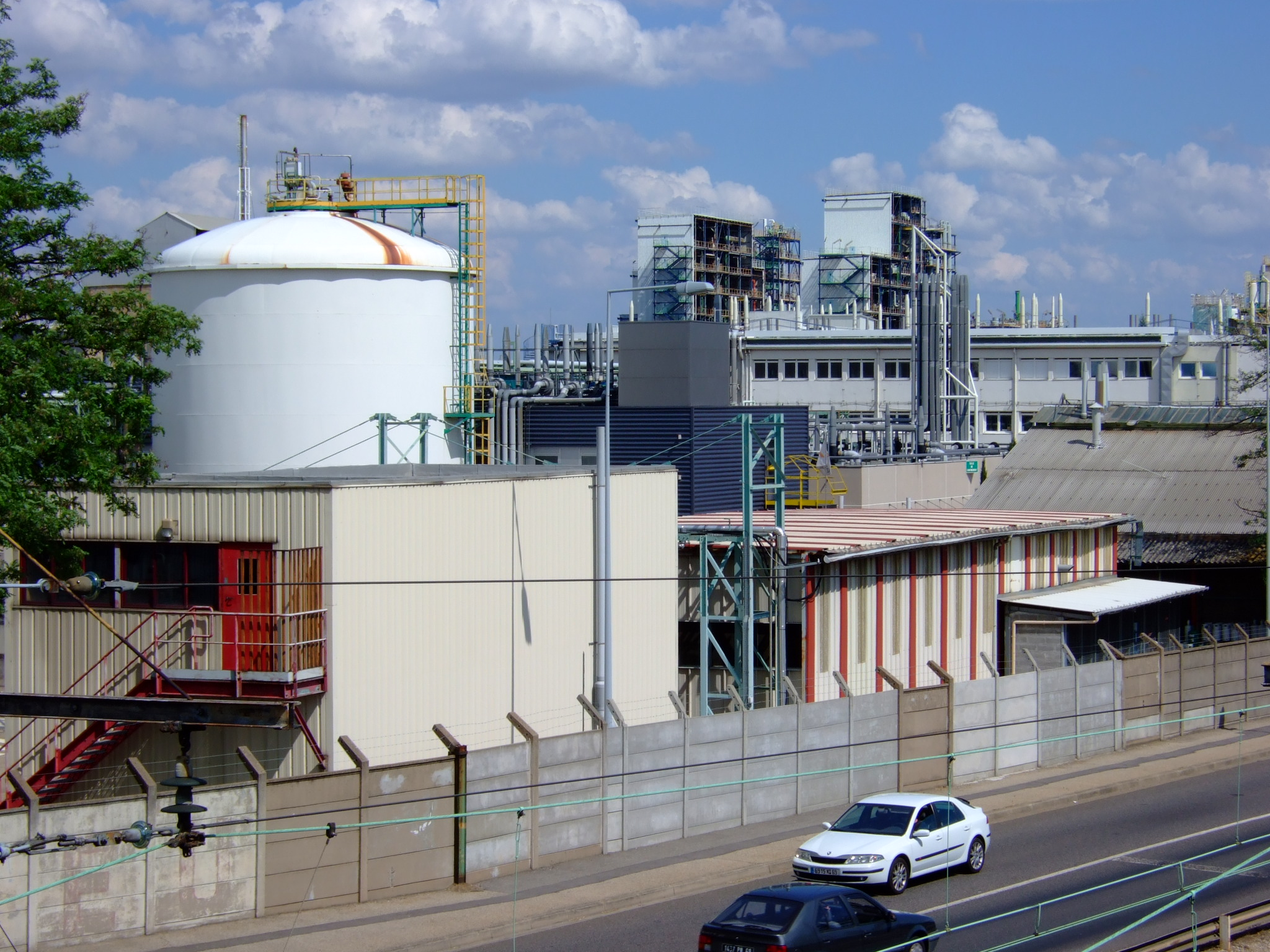
Zakłady chemiczne Arkema w Pierre-Bénite, 2007

## Kultura
- La maison du peuple (Dom Ludowy): centrum kultury i sztuki w którym znajduje się także kino i w którym są organizowane różne ekspozycje czasowe
- Czasopismo Miroirs: informacje generalne dotyczące miasta, rozdawane darmowo mieszkańcom miasta co miesiąc